# 武道優美子
武道 優美子（ぶどう ゆみこ、旧姓：菊、1969年5月13日 - ）は、北日本放送のアナウンサー。

## 来歴・人物
- 富山県射水市（旧・射水郡小杉町）出身。
- 富山県立富山高等学校、学習院大学卒業。
- 1992年入社。
- 2018年3月、第39回NNSアナウンス大賞テレビ部門大賞を受賞。
- 父は呉羽高校と富山東高校で校長を務めた菊勇(1940-2021)

## 出演

### 現在

#### テレビ
- いっちゃん☆KNB（18時台MC、2014年1月6日 - 現在）

#### ラジオ
- レディオ・グラフィティ

### 過去

#### テレビ
- KNBニュースプラス1
- KNB Newsリアルタイム サンデー
- こんにちは富山県です
- いっちゃん☆KNB（16時台MC）
  - 全曜日担当（2009年3月30日 - 2010年3月26日）
  - 月 - 水曜担当（2010年3月29日 - 2013年12月25日）
- ゼロいち（司会）
- 日本のチカラ（ナレーター・民教協番組）
- NNNドキュメント（ナレーター・日本テレビ系列29局ネット・2025年2月9日放送）

など

#### ラジオ
- コンビニラジオ相本商店いらっしゃいませ〜
- ブドウの木の下で会いましょう
- 牛島町モーモー喫茶 〜みなさん お疲れ様です。〜

など